# Глостершир
Глостершир (енгл. Gloucestershire) је традиционална грофовија Енглеске.

## Положај
Грофовија је смештена дуж ушћа реке Северн на велшкој граници. Седиште грофовије је Глостер.

## Историјат
У овом подручју су живели праисторијски народи, касније су Римљани имали војне логоре унутар грофовије, а Глостер је био значајан Римски град. После одласка Римљана подручје су заузели Саксонци. Током целог средњег века грофовија је била бојиште.

## Географија
Источна половина грофовије је пуна природних лепота. Велико подручје са стране остаје као Шумски национални парк Дин.